# Michelle Collins
Michelle Collins (ur. 12 lutego 1971) – amerykańska lekkoatletka, specjalizująca się w długich biegach sprinterskich, uczestniczka letnich igrzysk olimpijskich w Sydney (2000).
W 2003 zdobyła złoty medal halowych mistrzostw świata w Birmingham w biegu na 200 metrów, jednakże w wyniku stosowania niedozwolonych środków dopingujących straciła medal (anulowano jej wyniki od 01.02.2002) oraz była zdyskwalifikowana w okresie 16.07.2004–15.07.2008.

## Sukcesy sportowe
| Rok  | Miasto           | Zawody                    | Konkurencja                           | Wynik         |
| ---- | ---------------- | ------------------------- | ------------------------------------- | ------------- |
| 1991 | Sheffield        | Uniwersjada               | bieg na 200 m                         | brązowy medal |
| 1993 | Buffalo          | Uniwersjada               | bieg na 400 m                         | złoty medal   |
| 1994 | Sankt Petersburg | Igrzyska Dobrej Woli      | sztafeta 4 x 100 m sztafeta 4 x 400 m | złoty medal   |
| 1999 | Maebashi         | Halowe mistrzostwa świata | sztafeta 4 x 400 m                    | brązowy medal |
| 1999 | Sewilla          | Mistrzostwa świata        | sztafeta 4 x 400 m                    | srebrny medal |
| 1999 | Winnipeg         | Igrzyska panamerykańskie  | bieg na 400 m sztafeta 4 x 400 m      | srebrny medal |
| 2001 | Edmonton         | Mistrzostwa świata        | sztafeta 4 x 400 m                    | 4. miejsce    |
| 2001 | Brisbane         | Igrzyska Dobrej Woli      | sztafeta 4 x 400 m                    | złoty medal   |

## Rekordy życiowe
- bieg na 60 metrów (hala) – 7,31 – Chapel Hill 08/02/2003
- bieg na 100 metrów – 11,19 – Atlanta 03/06/2000
- bieg na 200 metrów – 22,57 – Sacramento 23/07/2000
- bieg na 200 metrów (hala) – 22,98 – Atlanta 05/03/1994
- bieg na 400 metrów – 50,11 – Osaka 13/05/2000
- bieg na 400 metrów (hala) – 51,82 – Atlanta 26/02/1999